# Baetis kozufensis
Baetis kozufensis is een haft uit de familie Baetidae. De wetenschappelijke naam van de soort is voor het eerst geldig gepubliceerd in 1962 door Ikonomov.
De soort komt voor in het Palearctisch gebied.